# Ebensburg
Ebensburg es un borough ubicado en el condado de Cambria en el estado estadounidense de Pensilvania. En el año 2000 tenía una población de 3,091 habitantes y una densidad poblacional de 701 personas por km².

## Geografía
Ebensburg se encuentra ubicado en las coordenadas 40°29′11″N 78°43′32″O / 40.48639, -78.72556.

## Demografía
Según la Oficina del Censo en 2000 los ingresos medios por hogar en la localidad eran de $32,628 y los ingresos medios por familia eran $45,128. Los hombres tenían unos ingresos medios de $32,226 frente a los $24,464 para las mujeres. La renta per cápita para la localidad era de $19,634. Alrededor del 8.4% de la población estaba por debajo del umbral de pobreza.